# Henricia elachys
Henricia elachys är en sjöstjärneart som beskrevs av Clark och Jewett 20. Henricia elachys ingår i släktet Henricia och familjen krullsjöstjärnor. Inga underarter finns listade i Catalogue of Life.